# Козирєв Петро Васильович
Петро Васильович Козирєв (1915 — ?) — український радянський діяч, секретар Сумського обласного комітету КПУ.

## Біографія
Освіта вища. Член ВКП(б) з 1942 року.
На 1958 — 21 січня 1963 року — завідувач відділу пропаганди і агітації Сумського обласного комітету КПУ.
21 січня 1963 — 4 грудня 1964 року — секретар Сумського сільського обласного комітету КПУ з питань ідеології та завідувач ідеологічного відділу Сумського сільського обласного комітету КПУ.
4 грудня 1964 — червень 1973 року — секретар Сумського обласного комітету КПУ з питань ідеології.
Подальша доля невідома.

## Нагороди
- орден Трудового Червоного Прапора
- ордени
- медалі